# CS-23
Die CS-23 (Abkürzung für Certification Specifications 23) ist die für leichte Motorflugzeuge anzuwendende Bau- und Zulassungsvorschrift, herausgegeben von der EASA. Sie ist anwendbar auf:
- Flugzeuge in den Kategorien normal, utility oder aerobatic mit maximal 9 Sitzplätzen (ohne Pilot(en)) und einer maximalen Startmasse von 5.670 kg (12.500 lbs)
- Flugzeuge der Kategorie commuter mit maximal 19 Sitzplätzen (ohne Pilot(en)) und einer maximalen Startmasse von 8.618 kg (19.000 lbs)

Je nach gewählter Kategorie sieht die CS-23 mehrere Manöver vor (CS 23.3).
- Normal-Kategorie: normaler Flug, kein Kunstflug; Stalls sowie Chandelles, Lazy Eights und Steilkurven mit maximal 60° Querneigung
- Utility-Kategorie: wie Normal-Kategorie, jedoch mit Querneigungen bis 90°; zusätzlich Trudeln, falls vom Hersteller zugelassen
- Aerobatic-Kategorie: keine Beschränkungen seitens der Zulassungsvorschrift
- Commuter-Kategorie: Normalflug, Stalls und Steilkurven mit Querneigungen bis 60°

Flugzeuge, die nicht in der Commuter-Kategorie zugelassen sind, können für mehrere Kategorien zugelassen werden.